# 竹田太郎
竹田 太郎（たけだ たろう、1967年9月1日 - ）は、映画・テレビ・イベント・プロダクトデベロップメントプロデューサー、株式会社フォワードインターナショナル代表取締役社長、株式会社フォーチュンエンターテイメント取締役、元東海テレビ事業開発部長。愛知県春日井市出身。明治大学法学部法律学科卒業。心理カウンセラー、行政書士の資格を持つ。血液型AB型、身長は175cm。

## 概要
1967年、愛知県春日井市出身。父の従兄が竹田弘太郎。名古屋鉄道社長、NHK経営委員会委員長、日本商工会議所副会頭を歴任。藍綬褒章、内閣総理大臣表彰、勲一等瑞宝章を授与した人物。太郎という名前の名付け親でもある。
学生時代はスポーツマンで剣道、ラグビーに夢中。明治大学法学部法律学科を卒業して東海テレビに入社。数々の映画事業、飲⾷事業、インバウンド事業を⽴ち上げる。2016年4月に「ローカル局から世界へ」を合言葉に『クレイジーナゴヤ』（COOL JAPANより上の意味をこめ）を立ち上げる。名古屋から世界へを合言葉にBOYS AND MENの生みの親で「フォーチュンエンターテイメント」事務所社長の谷口誠治がはじめた「NAGOYA　DREAM　PROJECT」（2010年）の取り組みに共感した竹田は、谷口を誘いプライベートでも仲の良い関係を築く。プライベートで何度も海外へ2人旅をいく間柄もあり、竹田は2016年、東海テレビを退社して独立。谷口とともに新会社「フォワードインターナショナル」を立ち上げて代表取締役社長に就任した。会社の由来は竹田が在学していた明治大学ラグビー部の礎を築いた北島忠治元監督の『前へ』から由来。竹田流として『世界へ！前へ！』と解釈して、フォワードインターナショナルが誕生した。
その後、多くに仕掛けを展開。仕事の傍ら、行政書士、心理カウンセラーの資格を持つマルチ。趣味の読書は年間300冊を読むほど。現在、もの書きとして江戸川乱歩賞を狙う多動人ぶり。

## 略歴
1967年9月1日、愛知県春日井市に生まれる。5人兄弟の長男。
春日井市立味美小学校、春日井市立知多中学校、愛知県立旭丘高等学校を経て、明治大学法学部法律学科に入学。
- 1991年（平成3年）3月 - 明治大学法学部 卒業[1]
- 1991年（平成3年）4月 - 東海テレビ放送株式会社 ⼊社[1]
  - ブランドセールスプロデューサー（1996年～2006年）[4]
  - コカ・コーラ東海クラシック・セールスプロデューサー（2000年）[4]
- 2004年（平成13年）7⽉ - 東海テレビ 東京⽀社営業部 副部⻑ 就任[1]
- 2011年（平成23年）7⽉ - 東海テレビ 編成局編成部 担当部⻑ 就任[1]
  - 千原ジュニアのヘベレケ・初代編成プロデューサー（2012年・2013年）[4]
- 2013年（平成25年）7⽉ - 東海テレビ 事業局事業開発部 部⻑ 就任[1]
  - 映画事業、飲⾷事業、インバウンド事業を⽴ち上げる[4]
  - サンリオとコラボして、名古屋・栄のセントラルパークにハローキティカフェを立ち上げる[4]。
  - 中日ドラゴンズとコラボして、ナゴヤドームにドアラ カフェを立ち上げる[4]。
- 2016年（平成28年）4⽉ - 東海テレビ放送株式会社 退社[1]
- 2016年（平成28年）5⽉ - 株式会社フォワードインターナショナル設⽴ 代表取締役就任[1]
  - 商品開発、スポンサー関連、プロデュース業務、海外展開を手掛ける[4]。
- 2018年（平成30年）2⽉ - 株式会社フォーチュンエンターテイメント 取締役就任[1]
- 2020年（令和2年） - オンラインサロン「LOVE MUSE」を運営、結婚相談所「FOR MARRIAGE」を運営[5]

## プロデュース
※製作委員会、プロデューサーとして携わった作品

### 東海テレビ時代
テレビ番組
- 「千原ジュニアのヘベレケ」（2012年・2013年）
- 「忍者ボイメンくん 〜昇龍道で修行でござるよ〜」（2015年）

映画
- 「くじけないで」（2014年）
- 「貞子3D2」（2014年）
- 「海月姫」（2014年）
- 「マエストロ!」（2015年）
- 「サムライ・ロック」（2014年）
- 「復讐したい」（2016年）

店舗
- セントラルパーク・ハローキティカフェ
- ナゴヤドーム・ドアラ カフェ[6]

### 東海テレビ退職後
テレビ番組
- 「ボイボイ無限大」（2018年、東海テレビ）
- 「ボイメン新世紀 祭戦士ワッショイダー」（2018年、CBCテレビ）
- 「Find the WASABI in NAGOYA！」」（2018年、TBSテレビ）　※アジア3ヶ国共同制作番組[7]

映画
- 「クハナ!」（2016年）　※秦建日子・監督デビュー作品[8]
- 「燐⼨少⼥」（2016年）
- 「映画BOYS AND MEN」（2016年）[9]
- 「復讐したい」（2016年）[10]
- 「キスできる餃子」（2018年）[10]
- 「祭りの後は祭りの前」（2020年）[10]
- 「ブルーヘブンを君に」（2020年）[10]
- 「お終活熟春！人生、百年時代の過ごし方」（2021年）

音楽
- 「ドラMAX!!!_〜オレらの憧れ竜戦士〜（2017年）
- “夢見る女子”応援プロジェクト「GIRL'S DREAM PROJECT」（2018年）[11][12]

アプリ
- ボイメン☆恋 ～ようこそボイメンハウスへ～（2017年）[13]
- オンラインサロン「LOVE MUSE」（2020年）[5]

## 出演
ラジオドラマ
- リーディングコンテンツ「女子大小路の名探偵」（秦建日子・原作） - 刑事役[14]

## 人物
- 4人兄弟の長男。実父・竹田五夫は名古屋鉄道グループ会社常務[1]。
- 父親の従兄にあたる竹田弘太郎は、名古屋鉄道社長（のちに会長）、NHK経営委員会委員長、名古屋商工会議所会頭、日本商工会議所副会頭を歴任。藍綬褒章、内閣総理大臣表彰、勲一等瑞宝章を授与。太郎という名前は弘太郎が名付けの親である[1]。
- 趣味は読書、もの書き、文房具集め、ゴルフ。好きな作家は司馬遼太郎、馳星周、楡周平、太宰治、大藪春彦。雑誌のインタビューでは、中学2年のときに「竜馬がゆく」を読んで感銘を受けた、と答えている[4]。
- 年間300冊の本を読む。仕事の移動中に構想や、メモ書きをしつつ、休暇にオリジナル小説を書いている。現在、推理小説界の登竜門「江戸川乱歩賞」受賞を目指している[1]。
- 中高時代は剣道部で2段の腕前。高校1年のとき「愛知県1年生大会」優勝、2年のとき「愛知県県立高校戦」優勝[3]。
- 明治大学時代はラグビーサークルに在籍。当時からラグビー部と仲良く、今でも交友関係である[3]。
- 30才のときに大学時代に学んだ法律関係の集大成として、仕事の合間に勉強、行政書士の資格を取得[3]。
- 51才（2019年4月）でアメリカ・フロリダに行き、米国NLP™協会公認トレーナーの資格を取得[1]。
- 中日ドラゴンズの熱狂的ファン。物心がついた1974年、7才のときにドラゴンズが読売ジャイアンツのV10を阻止した[3]。
- 雑誌のインタビューで「人から頼まれたら嫌と言えない。誰かの悪口を言うのも聞くのも嫌い。夢を持っている人の応援をしたい」と答えている[3]。
- 既婚者。妻、子供1人[3]。

## 資格
- 行政書士（国家資格）[3]
- 米国NLP™協会公認トレーナー[3]
- 剣道2段[3]
- 少林寺拳法初段[3]